# Geografía de Columbia Británica
La Columbia Británica es la provincia más occidental de Canadá, bordeada por el océano Pacífico. Con una superficie de 944.735 km², es la tercera mayor provincia canadiense. La provincia tiene casi cuatro veces el tamaño de Gran Bretaña, dos veces y media más grande que Japón y más grande que cualquiera de los estados de EE. UU., excepto Alaska. Limita, al noroeste con el estadounidense estado de Alaska; al norte, con el Territorio del Yukón y los Territorios del Noroeste; al este, con la provincia de Alberta; y, al sur, por los estadounidense estados de Washington, Idaho y Montana. La frontera sur de la Columbia Británica fue establecida en 1846 por el Tratado de Oregón.
La provincia está dominada por cadenas montañosas, entre ellas las Montañas Rocosas canadienses, pero dominantemente las montañas Costeras (Coast Mountains), las montañas Cassiar y las montañas Columbia. La mayor parte de la población se concentra en la costa del Pacífico, especialmente en el área de Vancouver, situada en el extremo suroeste del continente, lo que se conoce como Lower Mainland.

## Geografía física
La Columbia Británica, geográficamente, se suele dividir en tres regiones principales: la Costa (British Columbia Coast), el Interior (British Columbia Interior) y el Lower Mainland (aunque este último es geográficamente parte de la Costa). Estas áreas están divididas por un sistema superpuesto de regiones geográfico-culturales, comúnmente basadas en las cuencas fluviales y cuerpos de agua dulce, pero a veces también en las tierras entre ellos.
Ejemplos de lo anterior serían los Kootenays, el Okanagan y el Chilcotin, mientras que del último sería el Lillooet Country y Cariboo. Subáreas importantes de estos incluyen el valle del Fraser, que forma parte del Lower Mainland, el cañón Fraser (que se solapa con las distintas regiones) y el valle de Robson, que es la cuenca alta del río Fraser, al sureste de Prince George. La isla de Vancouver es considerada como una región propia en la región de la costa, así como las islas Haida Gwaii (islas de la Reina Carlota) y las islas del Golfo

## Tierras
Las Montañas Rocosas canadienses y los fiordos forman parte de las montañas de la costa, que ofrecen algunos de los paisajes más espectaculares y reconocidos de la Columbia Británica. Estas formas proporcionan el telón de fondo y el contexto de una aventura al aire libre y creciente industria de ecoturismo. En la esquina suroeste de la Columbia Británica, el valle Bajo del río Fraser forma un triángulo plano, de tierra fértil de uso intensivo. El Okanagan es una de las tres regiones productoras de vino en Canadá y también produce sidra. Mientras que las exportaciones son mínimas, los vinos de BC son muy apreciados y bien clasificados a nivel internacional. La ciudad de Penticton y los pequeños pueblos Oliver y Osoyoos tienen algunos de los climas más cálidos de verano en Canadá, aunque los puntos más calientes son las ciudades de Lillooet y Lytton, en el cañón Fraser. Casi la totalidad de la costa, incluyendo la mayor parte de la isla de Vancouver, está cubierta por un bosque templado lluvioso. Una tercera parte de la provincia se compone de tundra alpina, campos de hielo y glaciares.

## Relieve y orografía

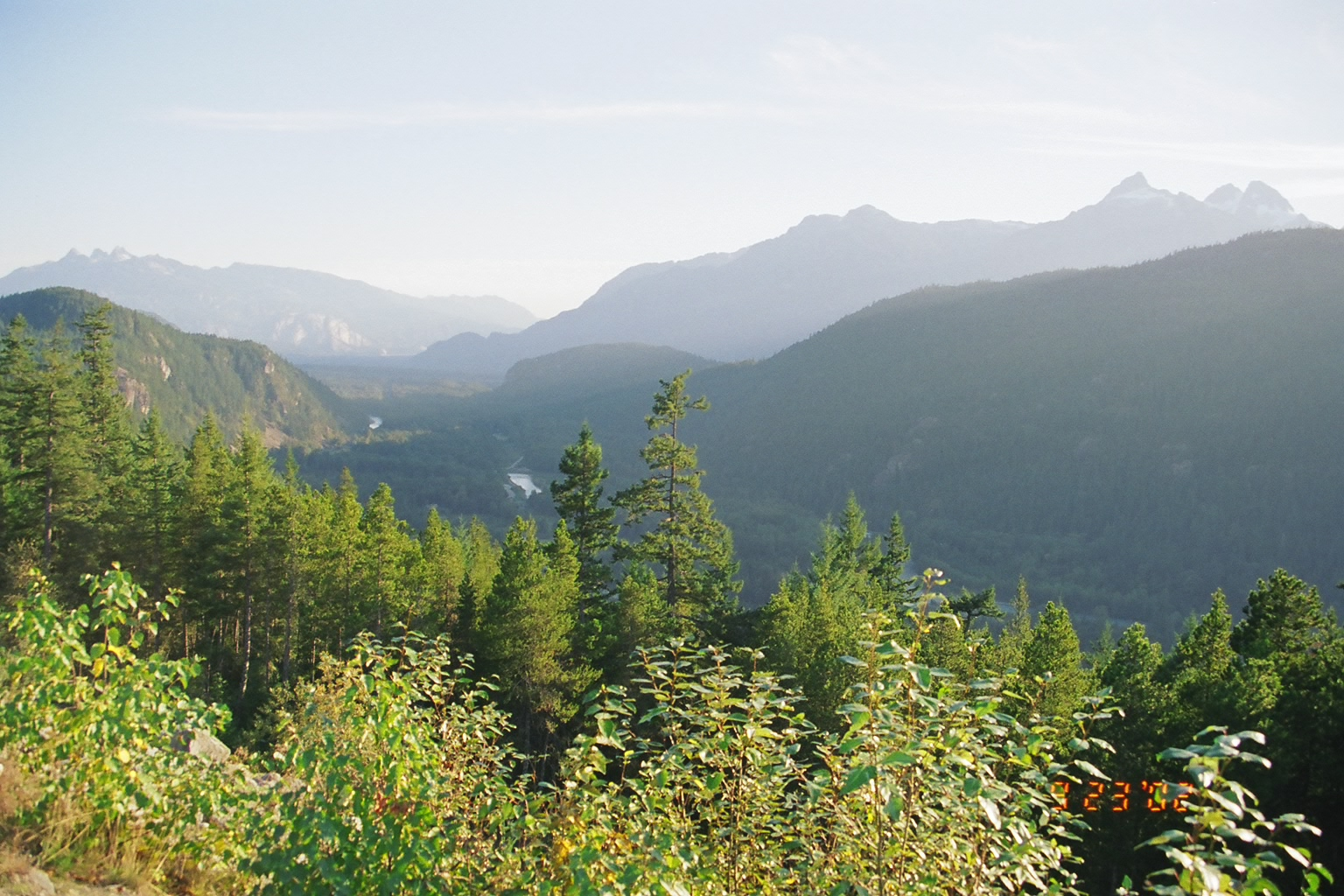
Cordillera del Pacífico.

Lago Bernard, Columbia Británica.

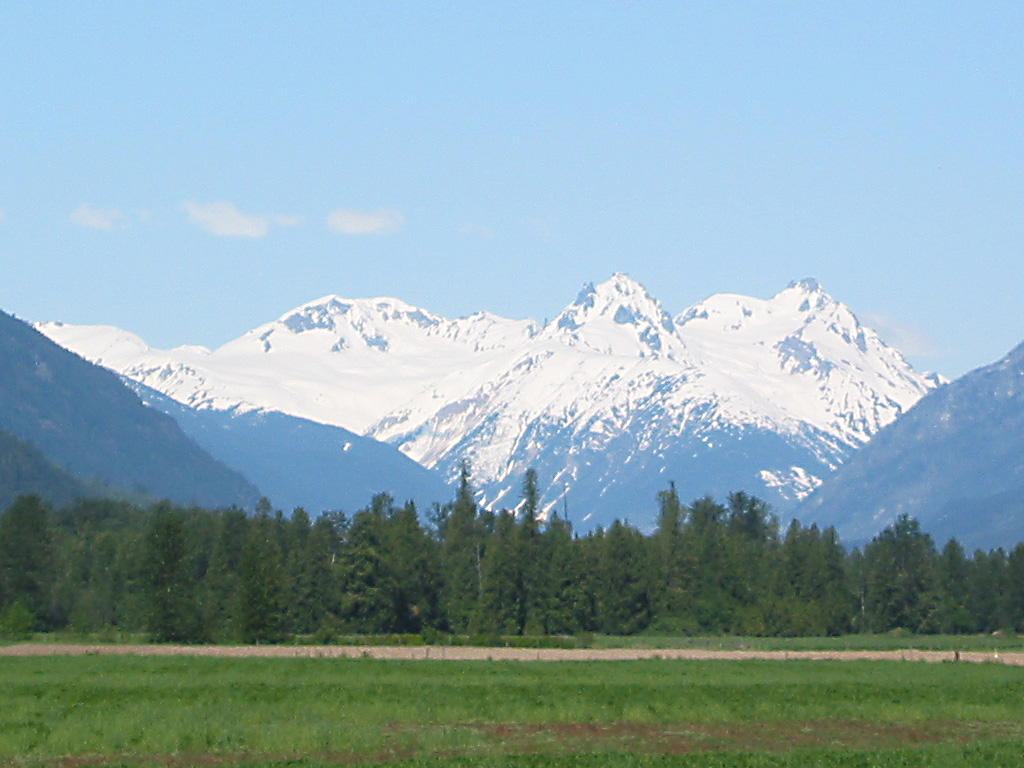
Monte Meager.

Los accidentes geográficos de la Columbia Británica son las llanuras del Interior, en el noreste de la provincia, que forma parte de la meseta de Alberta. El resto de la provincia es parte de la cordillera Occidental de América del Norte, a menudo se refiere a Canadá como la cordillera del Pacífico o de la cordillera Canadiense. La Cordillera se subdivide en cuatro grandes "sistemas" (que son distintos de una región a otra):
- Sistema Oriental, que comprende las dominantes Montañas Rocosas de Canadá (Canadian Rockies), con los sistemas Cariboo, Selkirk, Monashee, y Purcell como parte de las montañas Columbia en el sur. Las montañas Rocosas canadienses incorporan el segmento canadiense de las montañas Rocosas de América del Norte. El extremo sur de Alberta y la Columbia Británica bordea las fronteras de Idaho y Montana de los Estados Unidos. El extremo norte se encuentra en la llanura de Liard.

- Sistema Interior, que comprende la meseta y las montañas del interior (también conocida como las montañas del interior norte) y la parte sur de la meseta del Yukón. Entre los sistemas montañosos del interior se encuentran las montañas Cassiar, montañas Omineca, Plateau Stikine, montañas Skeena y montañas de Hazelton. Cada una tiene una variedad de subintervalos y algunas definiciones incluyen al Altiplano Tahltan y Highland Tagish, que también pueden ser asignados a las cordilleras límite de las montañas de la Costa. Las principales subdivisiones de la meseta del interior son la meseta de Nechako, la meseta de McGregor, la meseta del Fraser (que incluye la meseta de Chilcotin, la meseta Cariboo y una serie de pequeñas cadenas montañosas) y la meseta de Thompson. El Quesnel, Shuswap y las montañas que flanquean la meseta Okanagan, hacia el este, se ven a veces como parte de ella, pero son oficialmente parte de las montañas de la Columbia Británica y son vistas como subintervalos de los intervalos adyacentes, es decir, las montañas Cariboo y Monashee.

- Sistema Occidental, que comprende las montañas de la costa, la parte canadiense de las montañas Cascade (conocido en los EE. UU. como la cordillera de las Cascadas), la mayor parte del sureste de las montañas de San Elías y la depresión de la Costa, que incluye la depresión de Georgia y su subunidad la llanura de Fraser y otras áreas costeras. El sistema montañoso de la Costa Oeste es la cordillera más occidental de la Cordillera del Pacífico, se extiende al sur de la región del Panhandle de Alaska y cubre la mayor parte de la costa de Columbia Británica. Está cubierta de una densa selva tropical templada en sus exposiciones occidentales que se eleva a los picos glaciares en gran medida, incluyendo la mayor latitud de temperatura en un campo de hielo en el mundo, y luego se afina en la meseta del interior hasta volverse seco en sus flancos oriental, o en el sub-ártico boreal, los bosques de las montañas Skeena y la meseta de Stikine. Monte Waddington (4016 m) es la montaña más alta dentro del monte Fairweather, en la cordillera de Fairweather de las montañas de San Elías, en la frontera con Alaska, donde se alzan los picos más altos. Gran parte de la costa tiene un paisaje colmado de fiordos, debido a las numerosas islas a lo largo de la costa del Pacífico que en la realidad son los puntos más altos de una cordillera en parte sumergida.

- Sistema Insular, que comprende las montañas Insulares, que incluye la cordillera de la isla de Vancouver y las montañas de las Islas de la Reina Carlota, así como la llanura de Nanaimo, las tierras bajas y la depresión Nahwitti Hécate.

## Geología y orogenia
Los picos más jóvenes de las montañas Rocosas canadienses se elevaron durante el periodo Cretácico tardío (140 millones-65 millones de años) y son un fenómeno relativamente nuevo, poco erosionados.
Durante la Edad del Hielo todas la Columbia Británica fue cubierta por el hielo (con excepción de Haida Gwaii y la península de Brooks).
| Montaña                                            | Altitud (m)        | Montaña                                           | Altitud (m)              |
| -------------------------------------------------- | ------------------ | ------------------------------------------------- | ------------------------ |
| Montañas San Elías                                 | Montañas San Elías | Montañas Rocosas (cont.)                          | Montañas Rocosas (cont.) |
| Monte Fairweather                                  | 4,663              | Monte Assiniboine (en el límite de Alaska y C.B.) | 3,618                    |
| Monte Quincy Adams (en el límite de Alaska y C.B.) | 4,133              | Monte Goodsir: North Tower                        | 3,581                    |
| Monte Root (en el límite de Alaska y C.B.)         | 3,901              | Monte Goodsir: South Tower                        | 3,520                    |
| Montañas Costeras                                  | Montañas Costeras  | Snow Dome (en el límite de Alaska y C.B.)         | 3,520                    |
| Monte Waddington                                   | 4,016              | Monte Bryce                                       | 3,507                    |
| Monte Tiedemann                                    | 3,848              | Montañas Selkirk                                  | Montañas Selkirk         |
| Monte Combatant                                    | 3,756              | Monte Sir Sandford                                | 3,522                    |
| Monte Asperity                                     | 3,716              | Montañas Cariboo                                  | Montañas Cariboo         |
| Pico Serra                                         | 3,642              | Monte Sir Wilfrid Laurier                         | 3,520                    |
| Monte Monarch                                      | 3,459              | Montañas Purcell                                  | Montañas Purcell         |
| Montañas Rocosas                                   | Montañas Rocosas   | Monte Farnham                                     | 3,481                    |
| Monte Robson                                       | 3,954              | Montañas Monashee                                 | Montañas Monashee        |
| Monte Columbia (en el límite de Alaska y C.B.)     | 3,747              | Monte Monashee                                    | 3,274                    |
| Monte Clemenceau                                   | 3,642              | Pico Hallam                                       | 3,205                    |

Fuente: Statistics Canada

## Volcanes

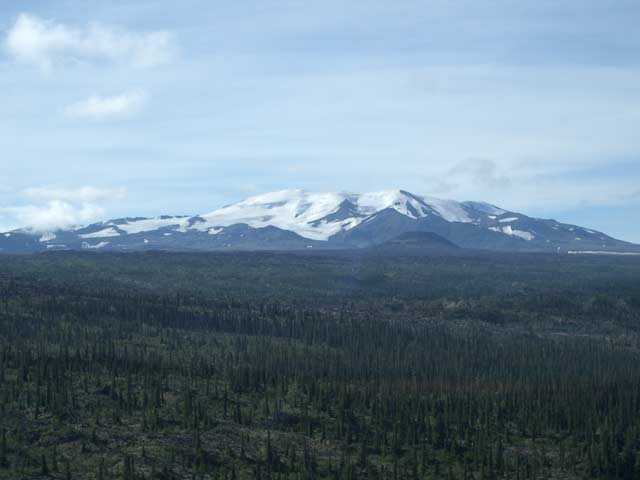
Monte Edziza, un gran volcán del noroeste Columbia Británica.

Aunque sea poco conocido para el público en general, en Columbia Británica hay una gran cantidad de volcanes, que forman parte del Anillo de Fuego del Pacífico. Varias montañas que muchos habitantes de Columbia Británica miran todos los días son volcanes inactivos. La mayoría de ellos han entrado en erupción durante el Pleistoceno y el Holoceno. Aunque ninguno de los volcanes de Canadá están actualmente en erupción, varios volcanes, campos volcánicos y centros volcánicos son considerados potencialmente activos, 49 de los cuales han surgido en los últimos 10.000 años y muchos de los cuales han estado activos en los últimos dos millones de años. Hay aguas termales en algunos volcanes, mientras que 10 volcanes de Columbia Británica parecen estar relacionados con la actividad sísmica desde 1975, incluyendo: el monte Silverthrone, monte Exiguo, campo volcánico Wells Gray-Clearwater, monte Garibaldi, monte Cayley, volcán Castle Rock, monte Edziza, montaña Hoodoo y laguna Cuervo. Muchos volcanes se desarrollaron durante el período Terciario en el centro-norte de la Columbia Británica y algunos activos de manera intermitente en los últimos tiempos. El ejemplo mejor acabado es el monte Edziza, un estratovolcán formado por un escudo basáltico coronado por una chimenea central y flanqueado por numerosos conos satélites, cenizas y bloques de lava. El complejo cuenta con una larga historia de erupciones volcánicas que se inició unos 10 millones de años y terminó hace unos 1300 años atrás. Los volcanes se agrupan en cuatro cinturones volcánicos con diferentes ambientes tectónicos.

## Agua

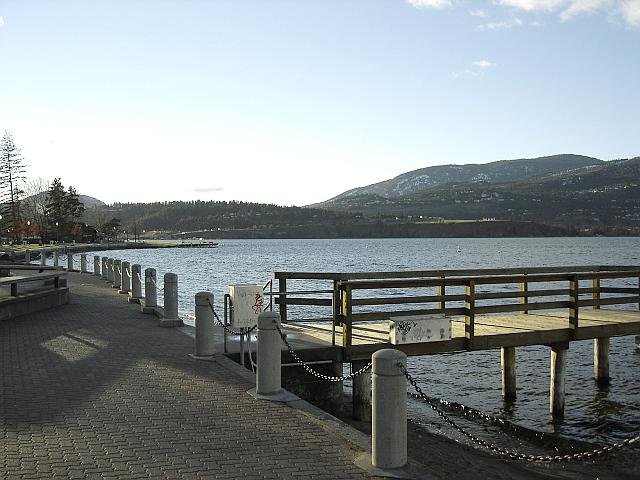
Vista del lago Okanagan.

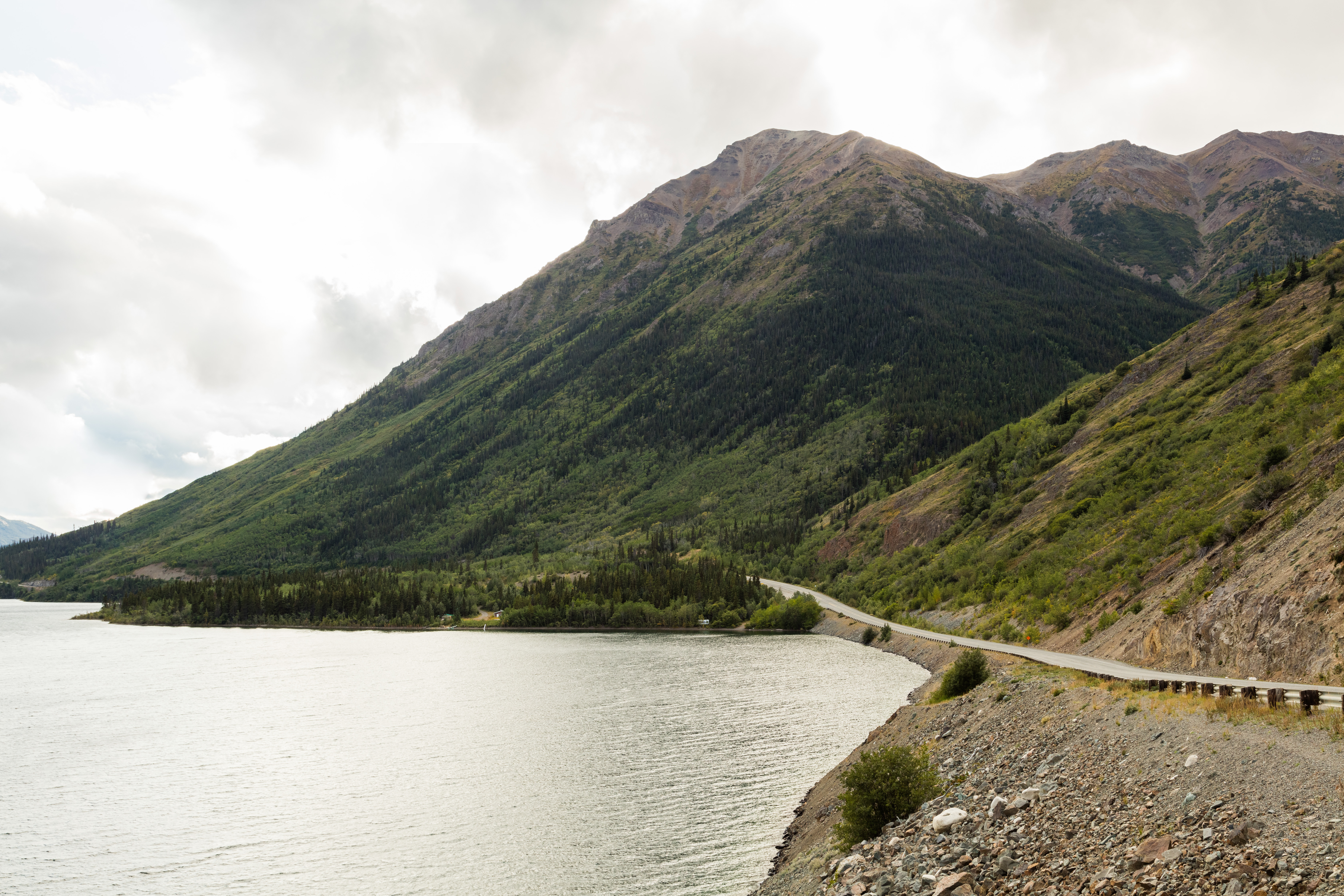
Lago Tutshi.

El río Fraser forma un corredor de transporte importante al centro y sur de la Columbia Británica y fluye hacia el océano Pacífico. Otros ríos importantes son el curso superior del río Columbia y el río Kootenay. En el norte, los ríos Stikine, Nass y Skeena fluyen hacia el océano Pacífico, y el río Paz fluye en dirección noreste hacia el océano Ártico. Los recursos hidroeléctricos están muy desarrollados, junto con la explotación forestal dado que los aserraderos son comunes en toda la provincia. Los ríos Fraser, Nass y Skeena no han sido represados para proteger al salmón. Los ríos y sus valles fueron rutas provisionales para las personas que viven en las cordilleras de Columbia Británica.
Los lagos de Columbia Británica son largos y estrechos y se encuentran en los valles interiores, del sur y del centro. Entre ellas se encuentran Atlin, Kootenay, Okanagan, Quesnel, y los lagos Shuswap. Varias represas de gran altura han formado depósitos artificiales de agua dulce como el Kinbasket y el río Paz. Williston Lake, en el río Paz, es el mayor cuerpo de agua dulce de Columbia Británica.